# 茨城県道250号古河総和線

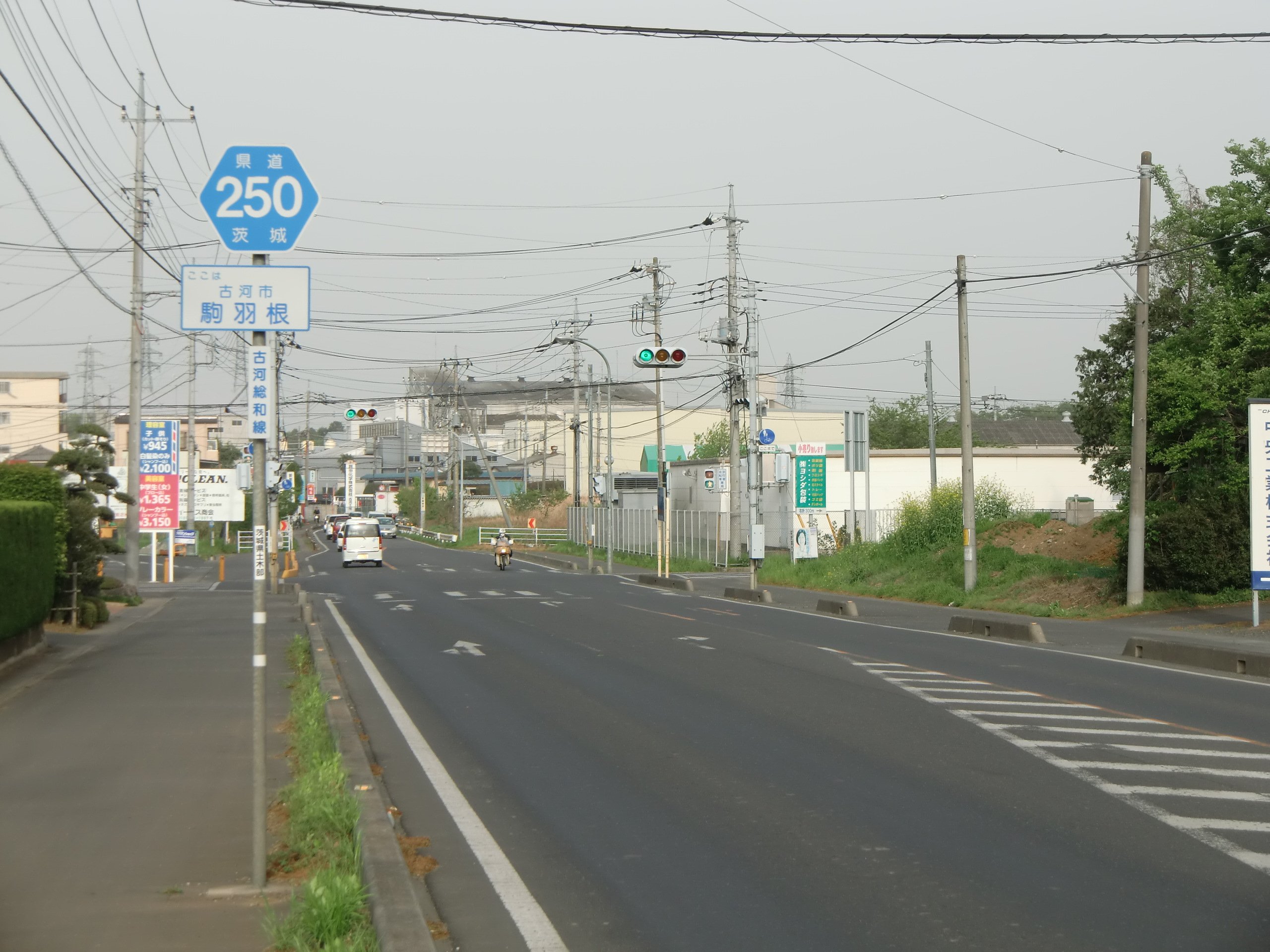
古河市駒羽根（2011年5月撮影）

茨城県道250号古河総和線（いばらきけんどう250ごう こがそうわせん）は、茨城県古河市内を結ぶ県道である。起点から国道4号までの区間を地元では七軒町通りと呼んでいる。

## 路線概要
- 起点：茨城県古河市本町二丁目5769番3（古河市本町二丁目＝茨城県道261号野木古河線交点）[1]
- 終点：茨城県古河市大字下大野字鍛冶内743番1（下大野交差点＝茨城県道190号境間々田線交点）[1]
- 総延長：6.565 km[2]
- 重用延長：0.016 km[2]
- 未供用延長：なし[2]
- 実延長：6.549 km[2]
- 自動車交通不能区間延長[注釈 1]：なし[2]

## 歴史
1994年（平成6年）4月1日、前身にあたる県道宗道古河線（整理番号139）は、総和町大字下大野で二分されて、東半分（千代川村宗道 - 総和町下大野）が昇格・統合されて主要地方道つくば古河線に路線認定される。そして西半分の残存区間（古河市本町 - 総和町大字下大野）が、起点を古河市、終点を猿島郡総和町とする新たな路線として、一般県道古河総和線（整理番号423）に路線認定された。翌1995年（平成7年）に整理番号250に変更。

### 年表
- 1959年（昭和34年）10月14日：現路線の前身にあたる県道宗道古河線（結城郡千代川村大字宗道 - 古河市大字古河、図面対象番号78）が路線認定される[4]。
- 1994年（平成6年）4月1日
  - 県道古河総和線（整理番号423）として県道路線認定[5]。
  - 道路の区域は、古河市本町二丁目県道野木古河線分岐から猿島郡総和町大字下大野県道境間々田線交点までに決定する[1]。
  - 同時に、県道宗道古河線（整理番号139）が廃止される[3]。
- 1995年（平成7年）3月30日：整理番号423から現在の番号（整理番号250）に変更される[6]。
- 2002年（平成14年）4月1日：猿島郡総和町大字女沼 - 同郡同町大字下大野の区間が、通行する車両の最大重量限度25トンの道路に指定される[7]。
- 2010年（平成22年）4月1日：古河市古河 - 同市女沼の区間を、通行する車両の最大重量限度25トンの道路に指定[8]。

## 路線状況
道路法の規定に基づき、古河市下山町（下山町南交差点） - 古河市上辺見（一般県道新宿新田総和線交差）間は、緊急輸送道路として機能を維持するため、災害発生時の被害拡大防止を目的に道路用地内に電柱を建てることが制限されている。

## 地理

### 通過する自治体
- 茨城県古河市

### 交差する道路
- 国道4号（古河市東本町・下山町（南）交差点）
- 茨城県道124号新宿新田総和線（古河市上辺見）
- 茨城県道・栃木県道190号境間々田線（古河市下大野）

### 沿線
- 古河赤十字病院（古河市下山町）
- 配電盤茨城団地（古河市下大野）